# Tora

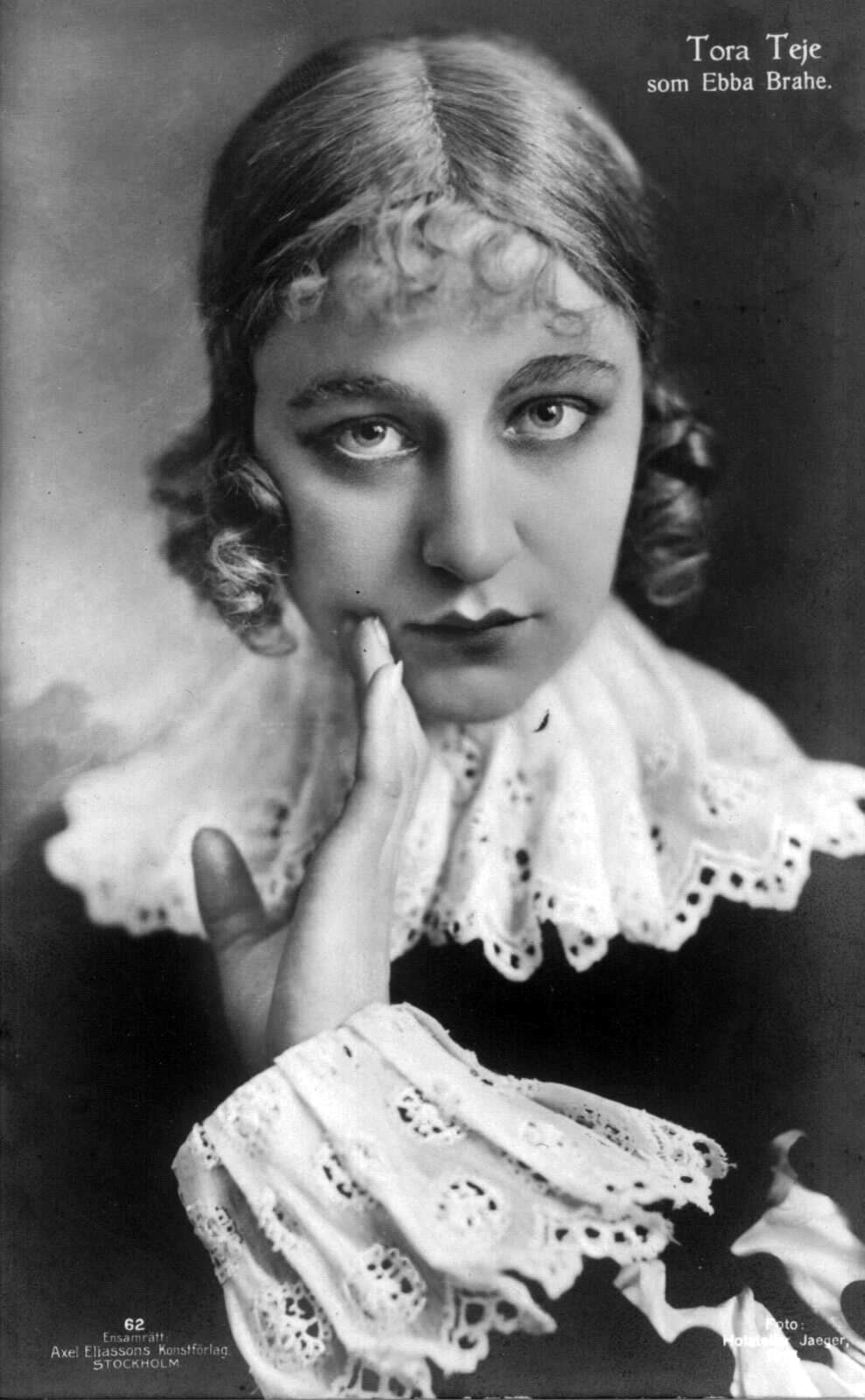
Tora Teje, 1917.

Tora eller Thora är ett fornnordiskt kvinnonamn, som förekommer på runstenar, en feminin form av Tor eller Tore.
I äldre generationer är namnet relativt ovanligt, men trenden har varit uppåtgående sedan början på 1990-talet.
31 december 2011 fanns det totalt 2856 personer i Sverige med förnamnet Tora, varav 1516 med det som tilltalsnamn.
År 2003 fick 67 flickor namnet, varav 25 fick det som tilltalsnamn.
Namnsdag i Sverige: 5 mars (sedan 1901). I den finlandssvenska namnsdagslängden har Tora namnsdag 8 juli sedan starten 1929, då en egen namnsdagskalender togs i bruk för finlandssvenskar, med undantag av 1950–1972 då namnsdagen var 27 juli.

## Kända personer med namnet Tora/Thora
- Tora Torbergsdotter, norsk drottning, gift med Harald Hårdråde
- Tora Berger, norsk skidskytt
- Thora Birch, amerikansk skådespelerska
- Tora Breitholtz, politiker (vp)
- Tora Dahl, författare
- Thora Hallager, dansk fotograf
- Thora Hird, brittisk skådespelerska
- Tora Vega Holmström, konstnär
- Tora Huitfeldt, konstnär
- Tora Hwass, pianist
- Thora Klinckowström, författare
- Tora Nordström-Bonnier, journalist och författare
- Thora Thersner, grafiker och tecknare
- Tora Teje, skådespelerska